# Antonio Tomás González
Antonio Tomás González (Torrelavega, Cantabria; 19 de enero de 1985), más conocido como Antonio Tomás, es un exfutbolista español.

## Trayectoria
Aunque nació en Torrelavega (Cantabria) en 1985, en realidad es originario del vecino municipio de Cartes, donde da nombre al campo municipal de fútbol de Mijarojos desde 2024.
Antonio Tomás llegó al primer equipo del Racing de Santander después de pasar por las categorías inferiores del club, haciendo su debut el 30 de octubre de 2005 frente al Valencia. En 2006, fue  fichado por el Deportivo de La Coruña, donde mostró conocimientos futbolísticos de primer nivel. 
El día 20 de septiembre de 2010 disputa contra el Getafe su partido 100 en Primera División. 
En la temporada 2010/11 se lesiona tras una dura entrada de David Albelda en un balón dividido y se pierde los últimos partidos de liga en los que el Deportivo de La Coruña se juega continuar en Primera División. No obstante, siempre se le guardó cariño en la ciudad herculina, donde le conocían como "el mago cántabro", "el cerrojo" y "poucarroupa".
El conjunto coruñés desciende a Segunda División y Antonio Tomás toma la decisión de firmar por el Real Zaragoza. La mayor parte del tiempo en el conjunto aragonés estuvo lesionado y sólo pudo participar en tres partidos, en los que anotó 3 goles (uno de cabeza). A los cinco meses rescinde el contrato con el conjunto maño y se va a Bulgaria para firmar por el CSKA de Sofía equipo donde llegó a jugar la Europa League.
El 4 de noviembre de 2012 se convierte en nuevo jugador del CD Numancia que milita en la Segunda División Española. En 2016 ficha por el conjunto griego PAE Veria, para firmar un año después nuevamente con el Racing de Santander,y confirmar su retirada futbolística.

## Clubes
| Club                    | País     | Temporadas | Partidos | Goles |
| ----------------------- | -------- | ---------- | -------- | ----- |
| Racing de Santander "B" | España   | 2003-2006  | 75       | 6     |
| Racing de Santander     | España   | 2005-2007  | 44       | 0     |
| Deportivo de La Coruña  | España   | 2007-2011  | 69       | 0     |
| Real Zaragoza           | España   | 2011-2012  | 3        | 0     |
| CSKA Sofia              | Bulgaria | 2012       | 10       | 0     |
| Club Deportivo Numancia | España   | 2012-2016  | 80       | 3     |
| PAE Veria               | Grecia   | 2016-2017  | 15       | ?     |
| Racing de Santander     | España   | 2017-2018  | 34       | 8     |